# Haroldo Domingues
Pour les articles homonymes, voir Domingues.
Haroldo Pereira Domingues, connu aussi sous le nom d'Haroldo ou Haroldo Domingues (né le 18 mars 1896 à Rio de Janeiro et mort à une date inconnue) est un footballeur international brésilien, devenu par la suite entraîneur de football. Il remporte le Championnat sud-américain 1919, ce qui constitue le premier titre du Brésil.

## Palmarès
- Championnat de Rio (2) :
  - Champion : 1913, 1916

- Championnat sud-américain de football (1)
  - Champion : 1919
  - Troisième : 1917